# 芫荽
芫荽，又名胡荽、香菜、盐须、香茜，广东等地为避衰讳也称芫茜。芫荽屬一年生草本植物。在中東、地中海、印度、拉丁美洲、中国和東南亞的烹調中經常出現，亦可作藥用。

## 歷史
芫荽起源於地中海盆地。聖經中出埃及記16章31節用芫荽籽來描述吗哪的形狀，顯見芫荽籽乃是當時常見食品。但芫荽的原產地並非埃及，而是東歐。
希臘人至少在公元前兩千年就開始使用芫荽了。中世纪歐洲人經常用芫荽叶子和籽来掩蓋壞了的肉的臭味，至今芫荽籽還經常放入歐式香腸。羅馬人來到大不列顛島上後又將芫荽引入當地。英國在伊麗莎白一世時期，把芫荽籽磨粉調一種在婚禮時喝的甜药酒，现在芫荽籽粉也常用於調雞尾酒或泰式冰咖啡。
據說張騫將該物種引入中國。華人比較常食芫荽葉子，用来調湯或凉拌。芳香有辟穢醒脾作用，常用於湯品或菜餚的調味。10世纪之前芫荽又从中国传入日本。
16世纪西班牙征服者將芫荽引入拉丁美洲。17世纪初第一批英国移民又將芫荽引入北美。

## 形態外觀
野生芫荽比較小。野生的整棵芫荽只有4-5寸高，細細的梗，葉子比大拇指稍微大一些。現在常見的人工培養的大很多，可以到一尺左右。

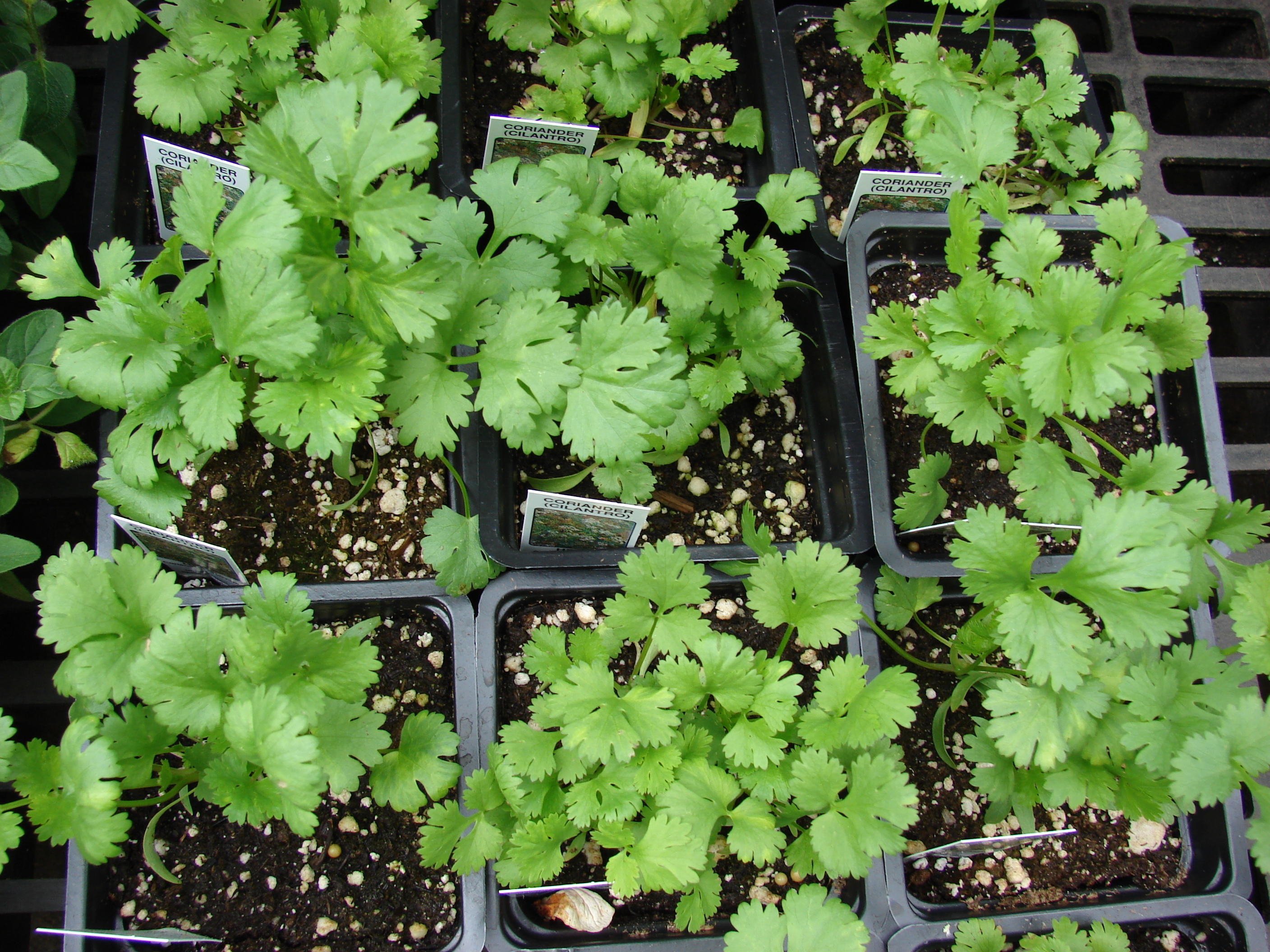
植株
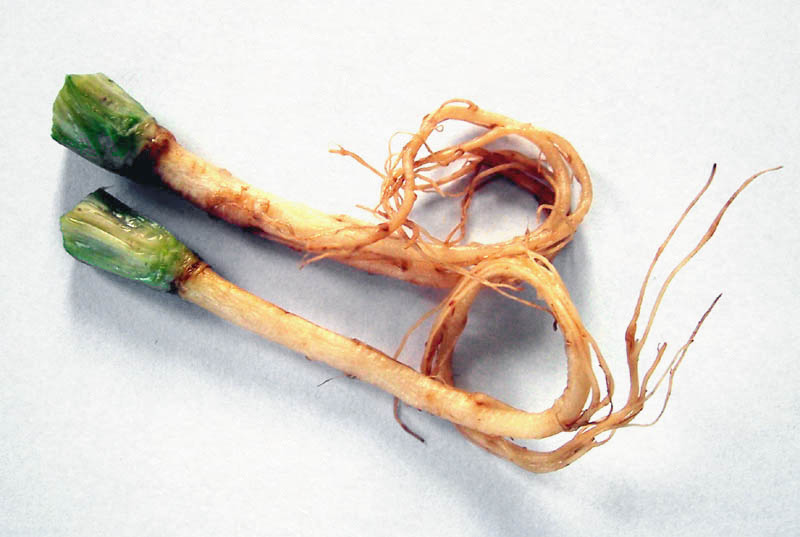
根
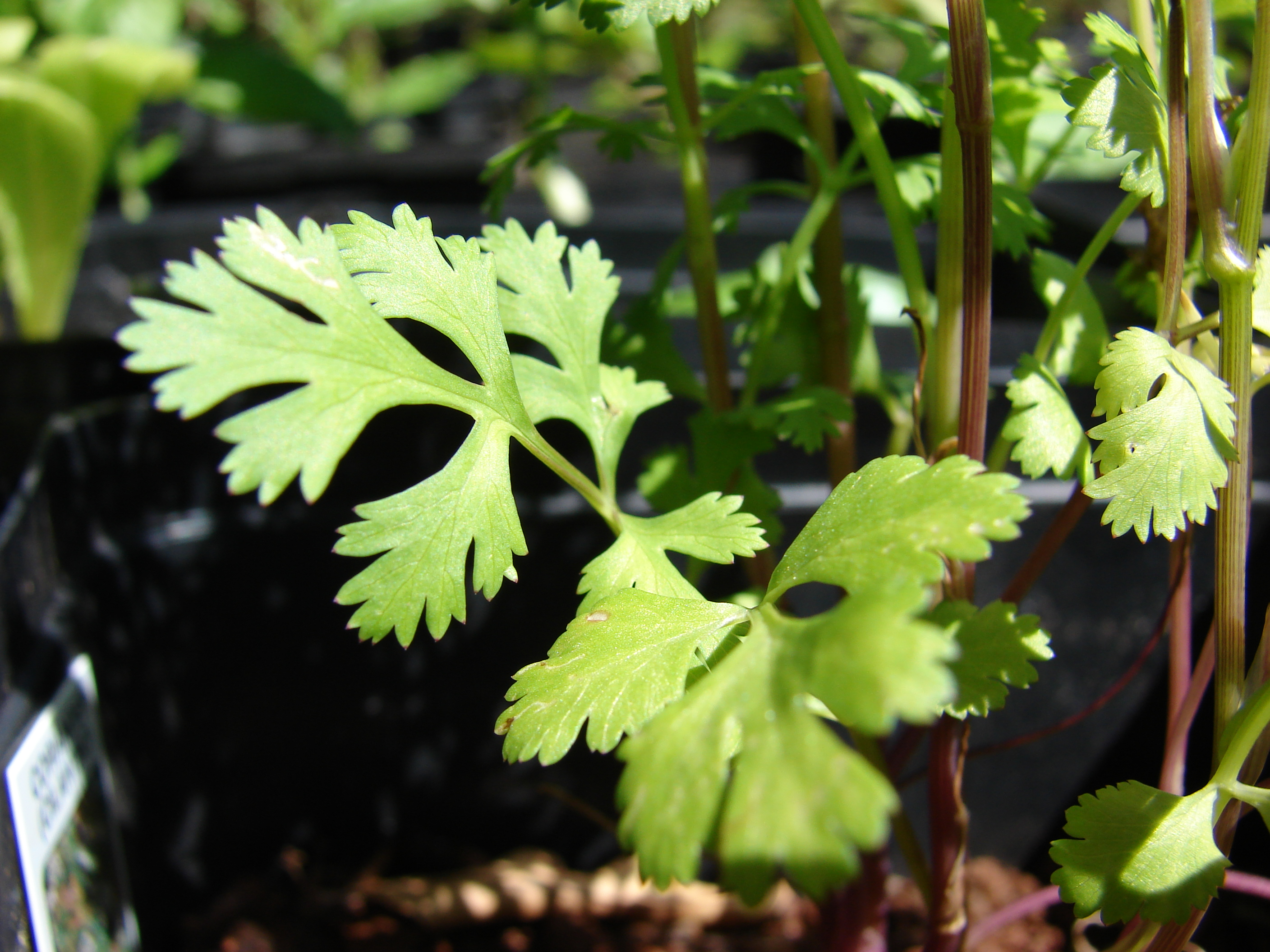
葉
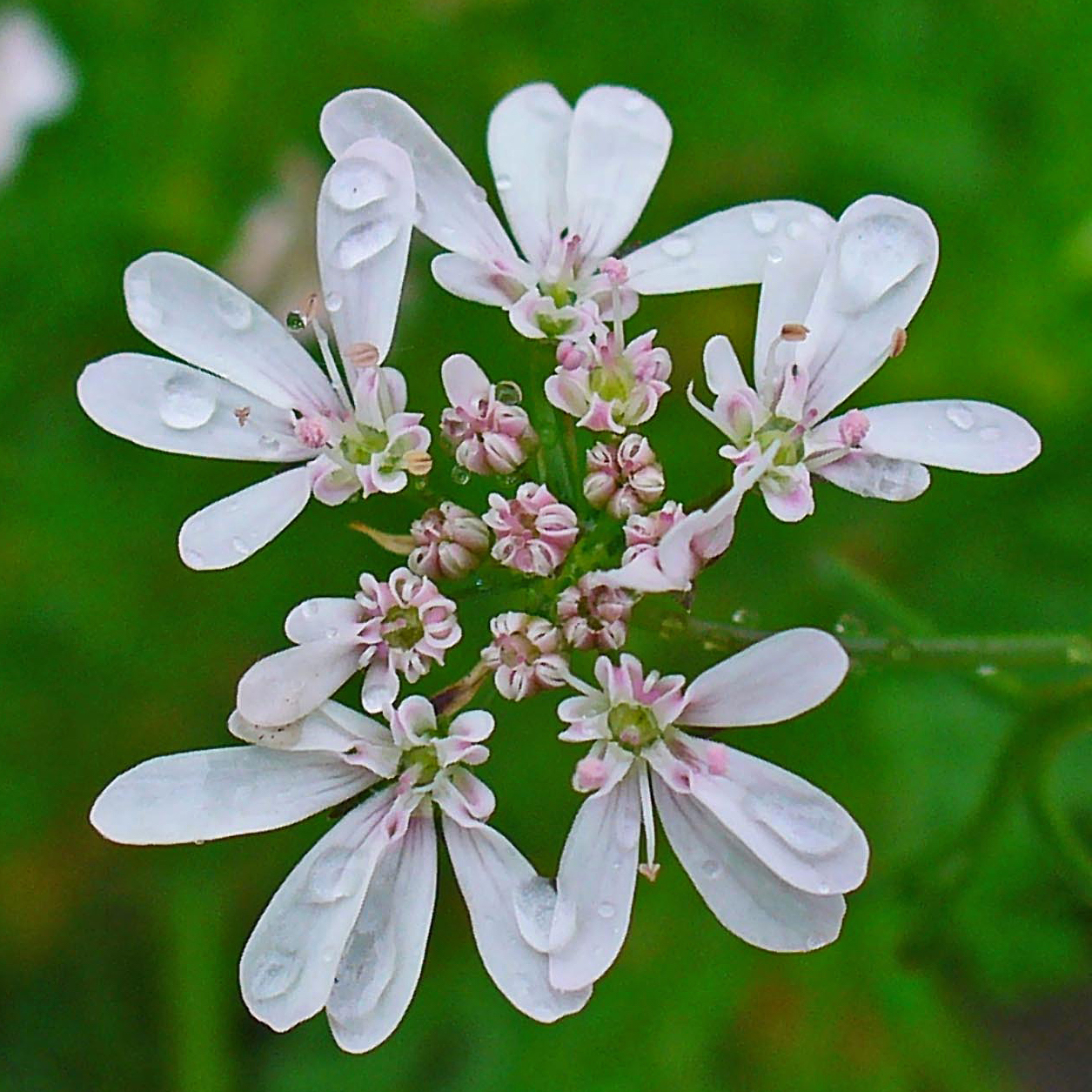
花
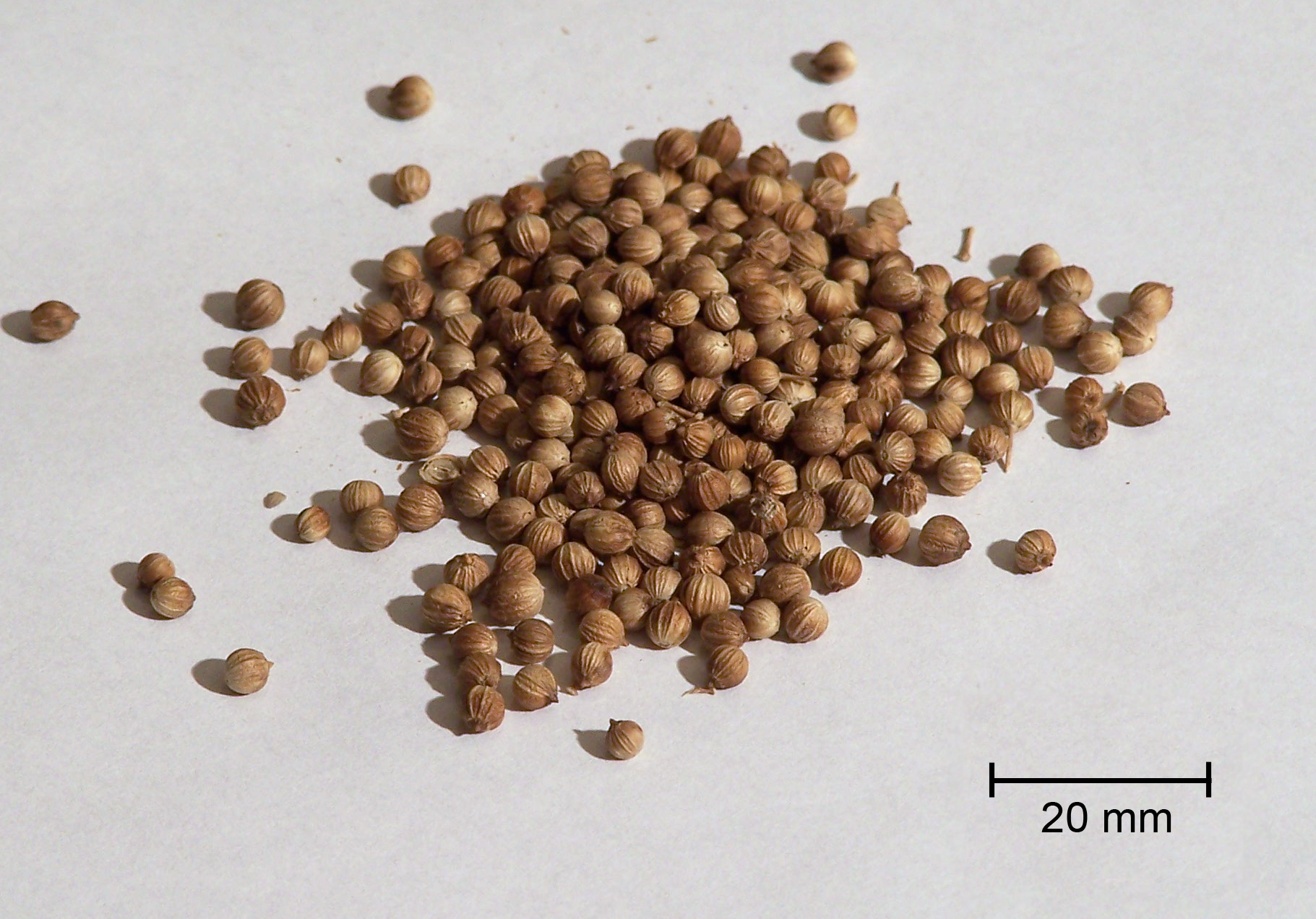
籽
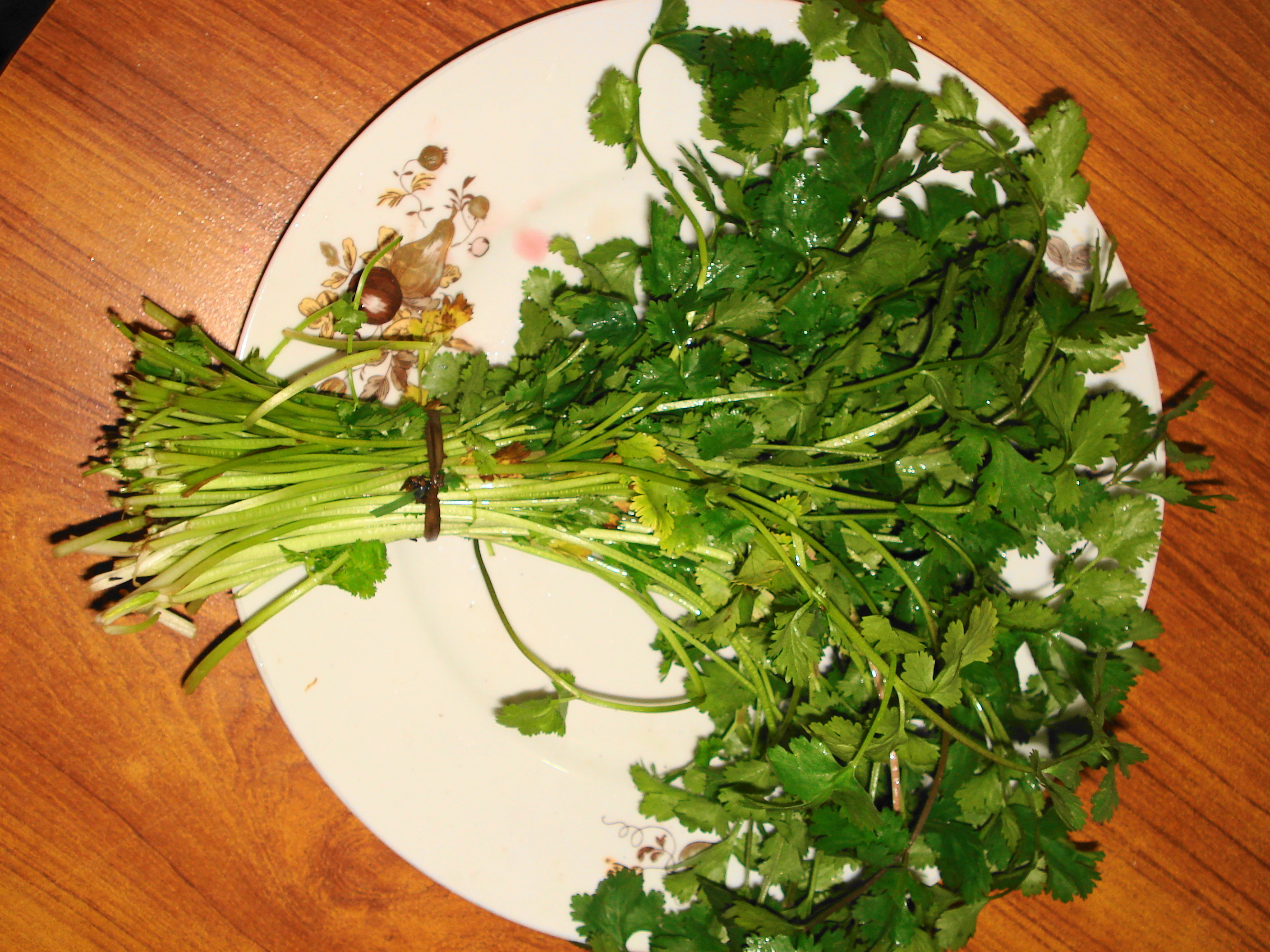

## 特性
一年生草本，莖直立，高 30~100 公分，中空，有分枝；根細長，有多數側根，有強烈香氣。
《本草綱目》中記載：「時珍曰︰荽，許氏《說文》作葰，雲薑屬，可以香口也。其莖柔葉細而根多須，綏綏然也。張騫使西域始得種歸，故名胡荽。今俗呼為蒝荽，蒝乃莖葉布散之貌。俗作芫花之芫，非矣。藏器曰︰石勒諱胡，故并、汾人呼胡荽為香荽。 」芫荽中國自古以來即有栽培，是中國菜的重要調味蔬菜。品種有青種及紅種，但以青種栽培較多，紅種不易買到。芫荽在菜攤上菜販常用它來作「交易贈品」，家庭主婦買菜，需要作調味用，菜販就會順手抓一把奉送，留個人情債，希望後會有期。

## 氣味和味道

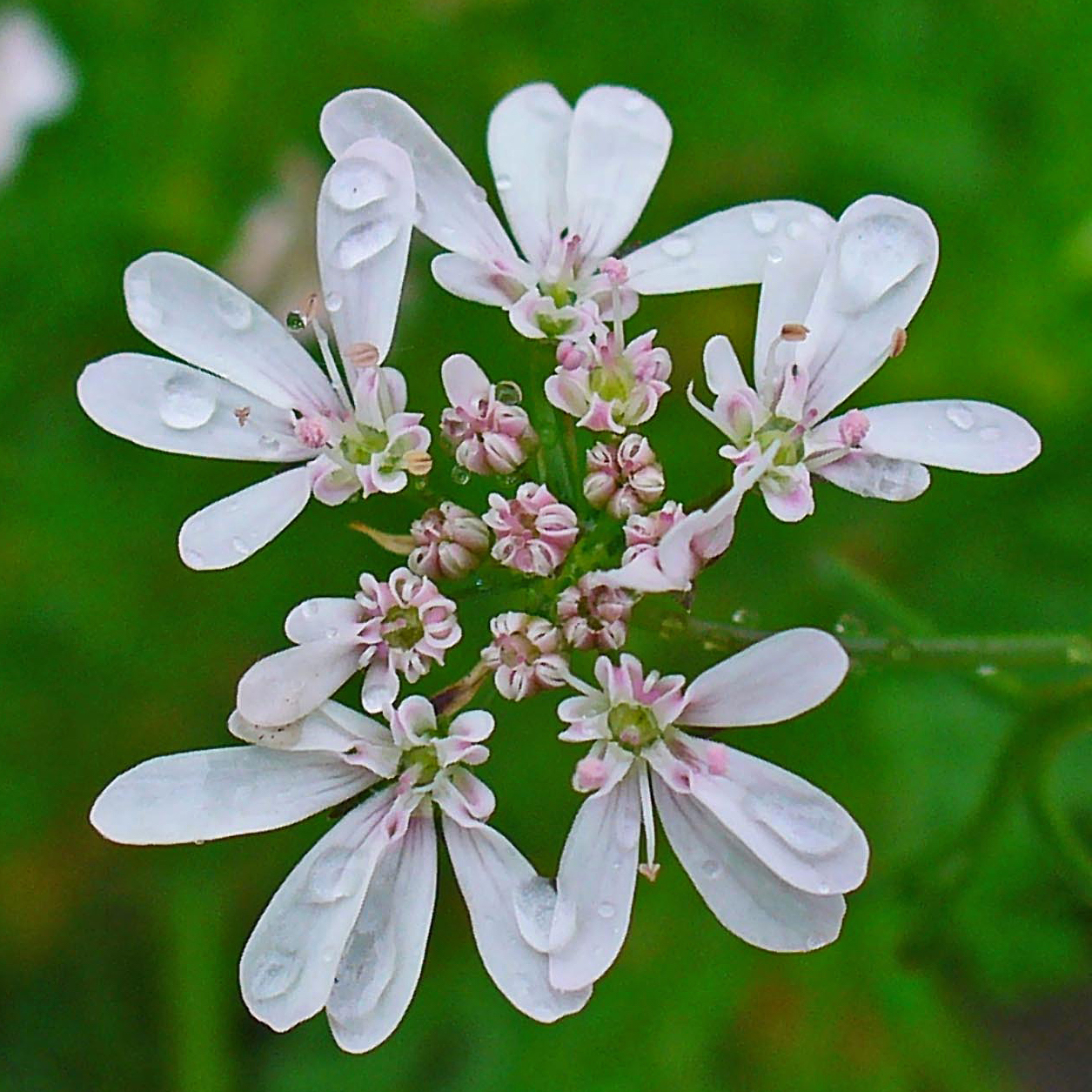
香菜的花

芳樟醇

不同的人可能會感覺到芫荽具有不同的味道。 喜歡它的人說，它有一種清爽，檸檬或酸橙的味道；而那些不喜歡它的人對它的味道和氣味有强烈的厭惡，稱之為肥皂或腐爛味。研究還顯示，不同族裔群体具有偏好差異：21％的東亞人，17％的白種人和14％的非洲裔表示不喜歡芫荽；但是只有7%的南亞人，4％的西班牙裔，3％中東人受訪者表示不喜歡。
雙胞胎研究表明，80％的同卵雙胞胎對芫荽有同样的偏好，但是異卵雙胞胎偏好相同者只在约一半左右，因此有可能是遺傳因素導致了這種現象。 在近3万人的遺傳調查中，已經發現了與芫荽知覺相关的兩種遺傳變異，其中最常見的是涉及感知氣味的基因。基因OR6A2位于嗅覺受體基因簇内，並编碼對醛類化學物質高度敏感的受體。風味化學家發現芫荽的香氣是由6種左右的物质產生的，其中大部分是醛類。那些不喜歡芫荽味道的人對易令人厭惡的不飽和醛敏感，同時也可能無法檢測到其他人覺得愉悦的芳香化學物質。也已经發現芫荽味道與其它幾種基因之間的關聯，包括苦味受體。

## 栽培管理
芫荽為一年生植物，生性耐寒可在疏鬆透氣的土壤中成長，但無法適應潮濕地，通常在熱帶、溫帶地區或山區氣候生長良好。
芫荽可以培養在温室裡，也可以種植在花園或花盆中。一般農業將芫荽種子相距 30 厘米成行播種，深度1 厘米，大約5-7天种子发芽，10-12天之後可以移苗，然后再過30天左右就可收获葉子。
在大規模農業中，芫荽通常以 30 至 50 厘米的行間距播種，每公頃使用20 至 40 公斤種子。種植時，需注意避免濕度過高及芫荽蚜蟲侵害（Hyadaphis coriandrii）。

## 應用
中國菜和墨西哥菜常用芫荽的葉子，芫荽葉子高温加热體積會顯著缩小，所以通常不炒或煮，一般是别的湯菜入盤之后，才把切碎的芫荽撒在上面。但也有用芫荽叶子直接爆炒的菜餚，如“芫爆里肌絲”。
歐洲、西亞和南亞較常用乾燥的果實。曬乾之後，在油裡炸過才易出味。新鲜的芫荽籽也可以用，但是很少見。印度菜餚中大多用磨成粉的芫荽籽。完整的芫荽籽在密封的瓶子可以存放六個月到一年，磨粉之後很容易失去味道。
泰式菜餚中會使用芫荽根，辛香味要比葉子來得強，常連同芫荽葉使用。芫荽根、大蒜及胡椒粒磨泥乃泰式菜餚的香辛基底。

### 中藥主治
- 小兒麻疹初起,透發不暢,發熱無汗
- 拔痧疹,肢熱,止頭痛,療痧疹
- 子製成溶液可治化膿性疾患

## 過敏
有些人會對芫荽葉或其種子產生過敏，出現的症狀與其他食物過敏相似。有醫學研究針對可能香料過敏的人進行實驗，有32%兒童和23% 成人在針刺試驗中出現反應，對芫荽和繖形科（Apiaceae）植物（包括香芹籽、茴香和芹菜）呈現陽性，所出現的症狀有可能非常輕微，但也可能嚴重危及生命。 

## 腳註

## 延伸阅读
[在维基数据编辑]
 《欽定古今圖書集成·博物彙編·草木典·胡荽部》，出自陈梦雷《古今圖書集成》
 《植物名實圖考·胡荽》，出自吳其濬《植物名實圖考》